# Pitkin (Luisiana)
Pitkin es un lugar designado por el censo ubicado en la parroquia de Vernon en el estado estadounidense de Luisiana. En el Censo de 2010 tenía una población de 576 habitantes y una densidad poblacional de 35,65 personas por km².

## Geografía
Pitkin se encuentra ubicado en las coordenadas 30°56′10″N 92°55′47″O / 30.93611, -92.92972. Según la Oficina del Censo de los Estados Unidos, Pitkin tiene una superficie total de 16.16 km², de la cual 16.13 km² corresponden a tierra firme y (0.16%) 0.03 km² es agua.

## Demografía
Según el censo de 2010, había 576 personas residiendo en Pitkin. La densidad de población era de 35,65 hab./km². De los 576 habitantes, Pitkin estaba compuesto por el 93.92% blancos, el 0.17% eran afroamericanos, el 3.3% eran amerindios, el 0.52% eran asiáticos, el 0% eran isleños del Pacífico, el 0.35% eran de otras razas y el 1.74% pertenecían a dos o más razas. Del total de la población el 1.74% eran hispanos o latinos de cualquier raza.